# Atamanta
Atamanta, świniak (Athamanta L.) – rodzaj roślin należący do rodziny selerowatych Apiaceae. Obejmuje 7–11 gatunków. Występują one w basenie Morza Śródziemnego i na wyspach Makaronezji. Atamanta kreteńska A. turbith używana jest do aromatyzowania likierów.

## Systematyka
Pozycja systematyczna
Rodzaj w obrębie rodziny selerowatych (baldaszkowatych) Apiaceae klasyfikowany jest do podrodziny Apioideae, plemienia Scandiceae i podplemienia Scandicinae.
Wykaz gatunków (nazwy zaakceptowane według The Plant List)
- Athamanta aurea (Vis.) Neilr.
- Athamanta cervariifolia (DC.) DC.
- Athamanta cortiana Ferrarini
- Athamanta cretensis L. – atamanta kreteńska
- Athamanta della-cellae Asch. & Barneby ex E.A.Durand & Barratte
- Athamanta densa Boiss. & Orph.
- Athamanta macedonica (L.) Spreng.
- Athamanta montana (Webb ex Christ) Spalik & Wojew. & S.R.Downie
- Athamanta sicula L.
- Athamanta turbith (L.) Brot. – atamanta Matthiolego
- Athamanta vayredana (Font Quer) C.Pardo